# HD107276
HD107276 — хімічно пекулярна зоря спектрального класу A3, що має видиму зоряну величину в смузі V приблизно  6,6.
Вона  розташована на відстані близько 296,2 світлових років від Сонця.